# Lanceoppia nodosa
Lanceoppia nodosa är en kvalsterart som först beskrevs av Hammer 1958.  Lanceoppia nodosa ingår i släktet Lanceoppia och familjen Oppiidae. Inga underarter finns listade i Catalogue of Life.